# Marian Tănase
Marian Valentin Tănase (* 22. September 1997 in Bukarest) ist ein rumänischer Leichtathlet, der sich auf den Sprint spezialisiert hat und auch im Weitsprung an den Start geht.

## Sportliche Laufbahn
Erste Erfahrungen bei internationalen Meisterschaften sammelte Marian Tănase im Jahr 2019, als er bei den U23-Europameisterschaften in Gävle mit 21,80 s in der ersten Runde im 200-Meter-Lauf ausschied. Anschließend gewann er bei den Balkan-Meisterschaften in Prawez in 41,48 s die Silbermedaille mit der rumänischen 4-mal-100-Meter-Staffel. Im Jahr darauf belegte er bei den Balkan-Meisterschaften in Cluj-Napoca in 10,63 s den achten Platz im 100-Meter-Lauf und gewann in 40,55 s die Bronzemedaille mit der Staffel. 2021 wurde er bei den Balkan-Meisterschaften in Smederevo in 21,52 s Neunter über 200 m und klassierte sich im Staffelbewerb nach 40,19 s auf Rang vier. Im Jahr darauf erreichte er bei den Balkan-Hallenmeisterschaften in Istanbul mit 7,19 m den achten Platz im Weitsprung und bei den Freiluftmeisterschaften im Juni in Craiova gelangte er mit 21,17 s auf Rang vier über 200 Meter und siegte in 39,50 s in der 4-mal-100-Meter-Staffel. 2023 wurde er bei der 2. Liga der Team-Europameisterschaft im Rahmen der Europaspiele in Chorzów in 21,26 s Siebter über 200 Meter und gelangte im Staffelbewerb mit 39,77 s auf den vierten Platz. Anschließend belegte er bei den Balkan-Meisterschaften in Kraljevo in 21,14 s den siebten Platz über 200 Meter und verpasste über 100 Meter mit 10,68 s den Finaleinzug, während er im Staffelbewerb in 39,65 s die Bronzemedaille hinter den Teams aus der Türkei und Griechenland gewann.
In den Jahren 2022 und 2023 wurde Tănase rumänischer Meister im 200-Meter-Lauf sowie 2022 über 100 Meter und 2018 in der 4-mal-100-Meter-Staffel.

## Persönliche Bestzeiten
- 100 Meter: 10,32 s (+0,8 m/s), 20. August 2022 in Bukarest
  - 60 Meter (Halle): 6,77 s, 28. Januar 2023 in Bukarest
- 200 Meter: 20,87 s (0,0 m/s), 24. Juli 2022 in Bukarest
  - 200 Meter (Halle): 22,06 s, 30. Dezember 2023 in Belgrad
- Weitsprung: 7,45 m (+1,8 m/s), 22. Mai 2021 in Pitești
  - Weitsprung (Halle): 7,62 m, 6. Februar 2021 in Bukarest